# سول چشم‌قهوه‌ای
سول چشم‌قهوه‌ای (انگلیسی: Brown-eyed soul) نوعی از موسیقی سول یا ریتم اند بلوز است که در ایالات متحده آمریکا توسط خوانندگان، نوازندگان و موسیقی‌دانان لاتین‌تبار آمریکایی در جنوب کالیفرنیا ساخته و اجرا می‌شود. نام این موسیقی از قیاس آن با اصطلاح موسیقی سول چشم‌آبی که توسط سفید پوستان غیرهیسپانیک اجرا می‌شود، گرفته شده‌است.